# Neu Darchau
Neu Darchau település Németországban, azon belül Alsó-Szászország tartományban. Lakosainak száma 1405 fő (2023. december 31.).

## Népesség
A település népességének változása:
| Lakosok száma | 1388 | 1370 | 1383 | 1481 | 1394 | 1405 |
|               | 2016 | 2017 | 2019 | 2021 | 2022 | 2023 |